# یاکوب کیویور
یاکوب کیویور (انگلیسی: Jakub Kiwior؛ زادهٔ ۱۵ فوریهٔ ۲۰۰۰) بازیکن فوتبال اهل لهستان است که برای باشگاه آرسنال بازی می‌کند.

او همچنین در تیم‌های ملی فوتبال زیر ۱۶ سال لهستان، زیر ۱۷ سال لهستان، زیر ۲۰ سال لهستان، زیر ۱۹ سال لهستان، زیر ۲۰ سال لهستان، زیر ۲۱ سال لهستان و لهستان بازی کرده‌است.